# Crowborough
Crowborough – miejscowość w południowej Anglii, w dystrykcie Wealden hrabstwa East Sussex. Miasto zajmuje powierzchnię 13,6 km². Ludność miasta w 2007 roku wynosiła 19 988 osób. Miasto położone jest na wysoczyźnie, osiągając w najwyższym punkcie 242 m ponad poziom morza.
Rozwój miejscowość zawdzięcza inicjatywie jednego z najbogatszych mieszkańców parafii Rotherfield (do której Crowborough należało do 1880 r.) - Sir Henry'ego Fermor. W 1734 r. w ramach jego zapisu spadkowego ulokowano na terenie dzisiejszego Crowborough kościół pod wezwaniem Wszystkich Świętych oraz szkołę dla ubogich - oba obiekty zachowały się do dziś.
Najbardziej znanym mieszkańcem miasta był Sir Arthur Conan Doyle (1859–1930) - autor powieści o Sherlocku Holmesie, którego pomnik stoi w centrum miasta.